# Kahler Wasen
Der Kahle Wasen (auch Kleiner Belchen, französisch Petit Ballon) ist ein 1272 m hoher Berg in den Vogesen. Er liegt im Regionalen Naturpark Ballons des Vosges an der Grenze der Gemeinden Linthal (Haut-Rhin) und Sondernach.
Dabei bezeichnet „Wasen“ althochdeutsch allgemein eine Wiese (vergleiche auch Stübenwasen im Schwarzwald), „Belchen“ bezeichnet alemannisch unter anderem einen flach gewölbten kahlen Berg. Das Beiwort Klein wird verwendet, da es zwei weitere Belchen in den Vogesen gibt: in Sichtweite den Großen Belchen (Grand Ballon) und den Elsässer Belchen (Ballon d'Alsace, Welscher Belchen). Auf der östlichen Seite der Oberrheinebene, im Schwarzwald, heißt einer der höchsten Berge ebenfalls Belchen (Badischer Belchen). Zusammen mit dem Schweizer Belchen bilden diese Berge das sogenannte Belchen-System.
Über den Kahlen Wasen führt die schmale Straße des Col du Petit Ballon. Am höchsten Punkt liegt ein Parkplatz, von dem der eigentliche Gipfel nach etwa 600 Metern Fußweg und weiteren ca. 150 Höhenmetern erreicht werden kann.

## Col du Petit Ballon
Der Col du Petit Ballon ist ein 1163 Meter hoher Pass, der über den Kahlen Wasen führt und Munster im Norden mit Sondernach im Westen verbindet. Die schmale Straße verläuft meist in bewaldetem Gebiet und befindet sich nur in der Nähe der Passhöhe oberhalb der Baumgrenze.
Die Nordauffahrt von Munster ist 9,3 Kilometer lang und weist eine durchschnittliche Steigung von 8,1 % auf. Im unteren Teil werden fünf Kehren befahren, ehe die Straße meist gerade auf die Passhöhe führt. Vier Kilometer vor dem Pass befindet sich ein Kilometer mit einer durchschnittlichen Steigung von 5 %, während die restlichen Kilometer mit Steigungsprozenten von bis zu 9 % verlaufen. Die Westauffahrt von Sondernach ist mit 9,7 Kilometern zwar etwas länger, dafür mit einer Durchschnittssteigung von 6,5 % deutlich flacher. Der unrhythmische Anstieg führt über sieben Kehren auf die Passhöhe.

## Tour de France
Die Tour de France nahm den Col du Petit Ballon erstmals im Jahr 2014 in Angriff. Damals führte die 10. Etappe auf dem Weg von Mülhausen auf die Planche des Belles Filles (1035 m) über die Nordauffahrt des Passes. Bei Regen passierte der Spanier Joaquim Rodríguez die Passhöhe als Erster und sicherte sich die Bergwertung der 1. Kategorie. Sein Landsmann Alberto Contador, der als einer der Favoriten auf den Gesamtsieg galt, kam auf der anschließenden Abfahrt zu Sturz. Er absolvierte noch 20 Kilometer, ehe er die Rundfahrt aufgab. Später wurde bei ihm ein Bruch des Schienbeins festgestellt. Da der Col du Petit Ballon bereits in der ersten Rennhälfte absolviert wurde, hatte er nur wenig Einfluss auf den Etappenausgang.
Im Jahr 2022 war der Col du Petit Ballon Teil der 7. Etappe der ersten Austragung der Tour de France Femmes. Der Anstieg wurde als erster von drei Pässen befahren und rund 80 Kilometer vor dem Ziel in Le Markstein überquert. Trotz der großen Distanz zum Ziel griff die Niederländerin Annemiek van Vleuten bereits auf den ersten Kilometern des Col du Petit Ballon an und setzte sich gemeinsam mit Demi Vollering vom restlichen Fahrerfeld ab. Annemiek van Vleuten distanzierte auf dem anschließenden Col du Platzerwasel (1193 m) auch ihre letzte Kontrahentin, gewann die Etappe und sicherte sich ihr erstes Gelbes Trikot, das sie auch der abschließenden 8. Etappe verteidigte. Die Bergwertung der 1. Kategorie, die auf dem Col du Petit Ballon abgenommen wurde, sicherte sich Demi Vollering, die einen Tag später Bergwertung der Rundfahrt gewann.
Bei der Tour de France 2023 wurde der Col du Petit Ballon auf der 20. Etappe befahren. Die Nordseite stellte den vorletzten Anstieg dar, ehe es über den Col du Platzerwasel nach Le Markstein ging, wo die letzte Bergetappe der 110. Austragung endet.
| Jahr | Etappe     | Bergwertung  | Erster am Gipfel  | Auffahrt |
| ---- | ---------- | ------------ | ----------------- | -------- |
| 2014 | 10. Etappe | 1. Kategorie | Joaquim Rodríguez | Nord     |
| 2023 | 20. Etappe | 1. Kategorie | Thibaut Pinot     | Nord     |

| Jahr | Etappe    | Bergwertung  | Erster am Gipfel | Auffahrt |
| ---- | --------- | ------------ | ---------------- | -------- |
| 2022 | 7. Etappe | 1. Kategorie | Demi Vollering   | Nord     |

## Galerie

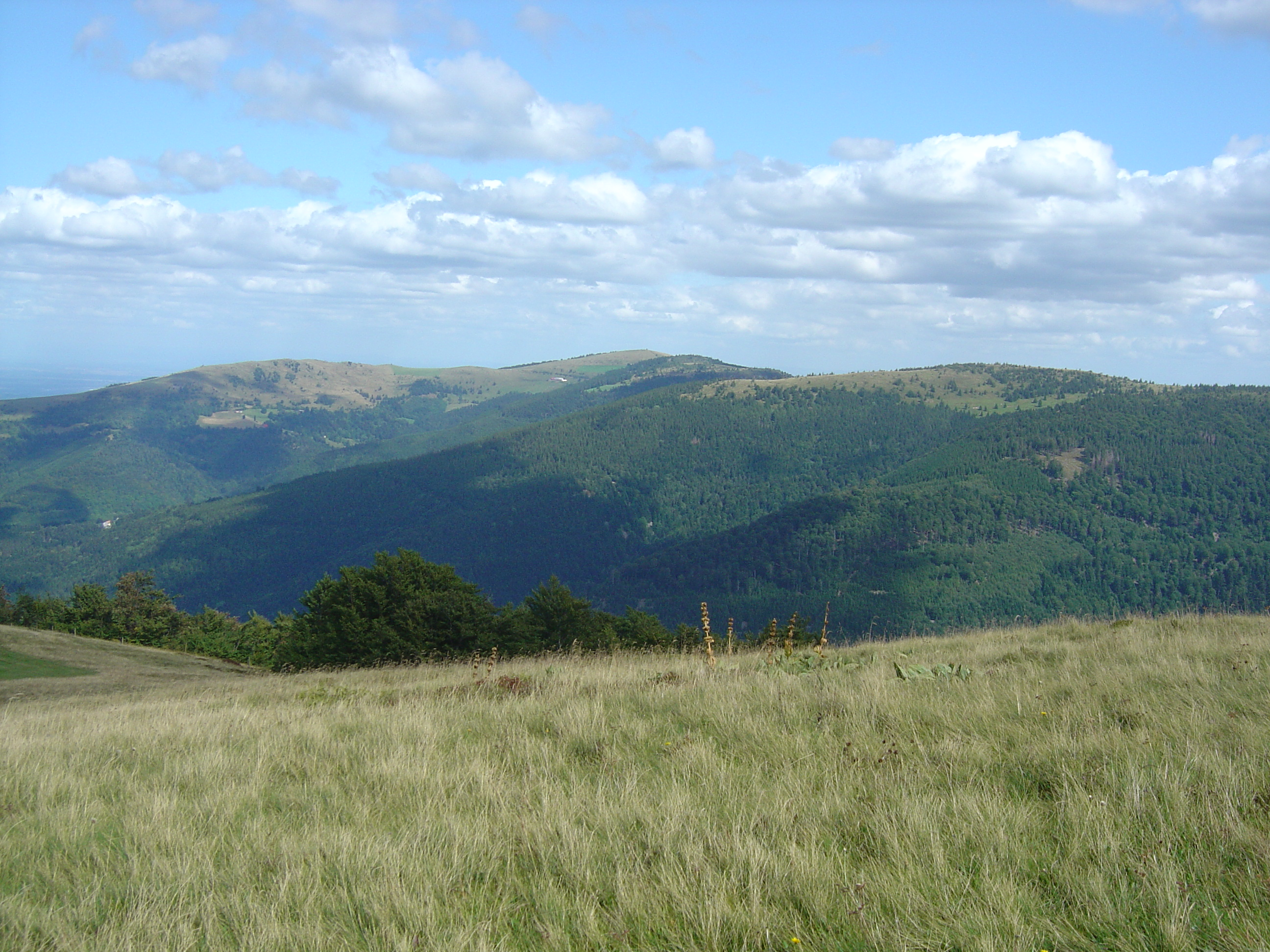
Kleiner Belchen, Ansicht aus Südwesten
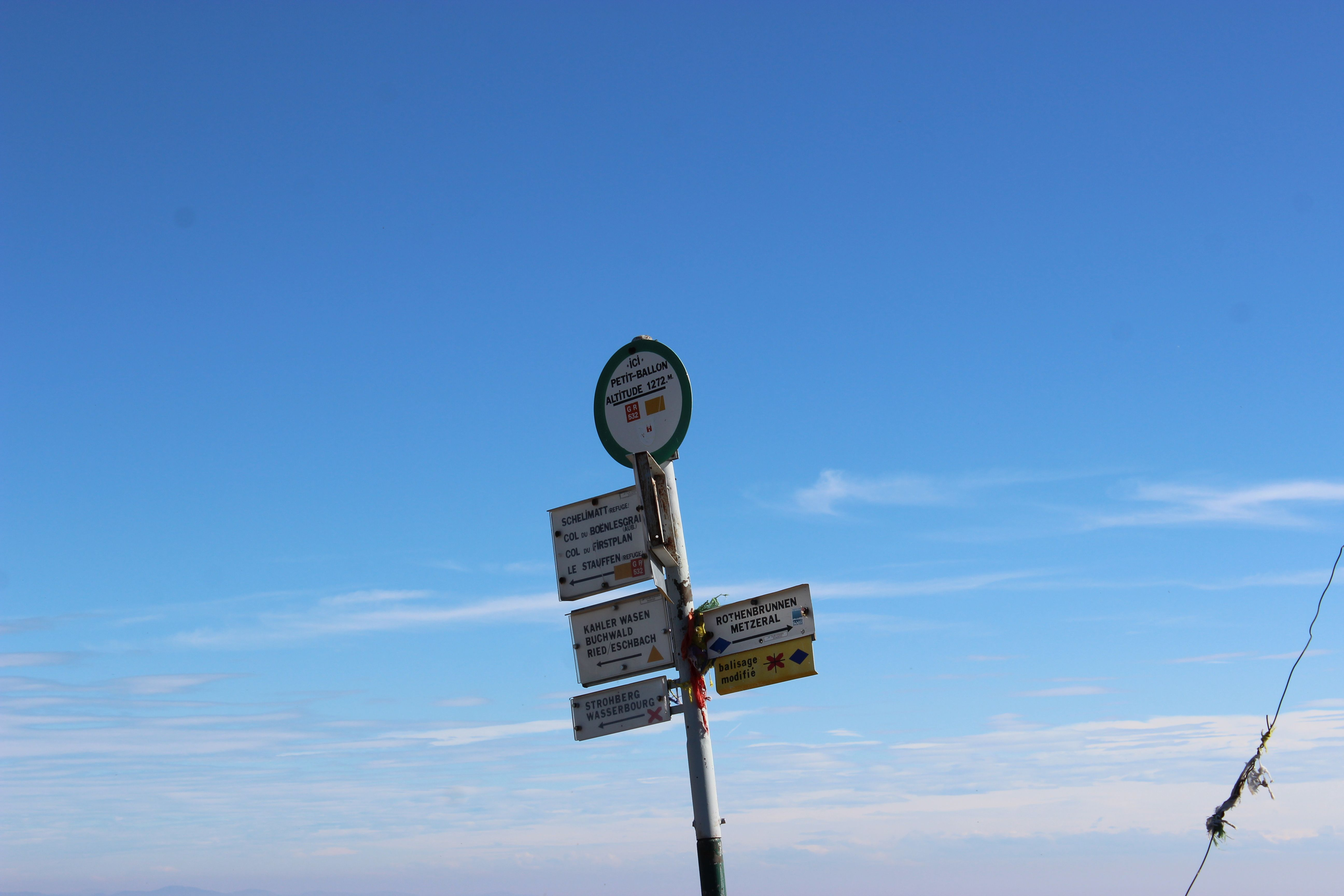
Gipfelschild
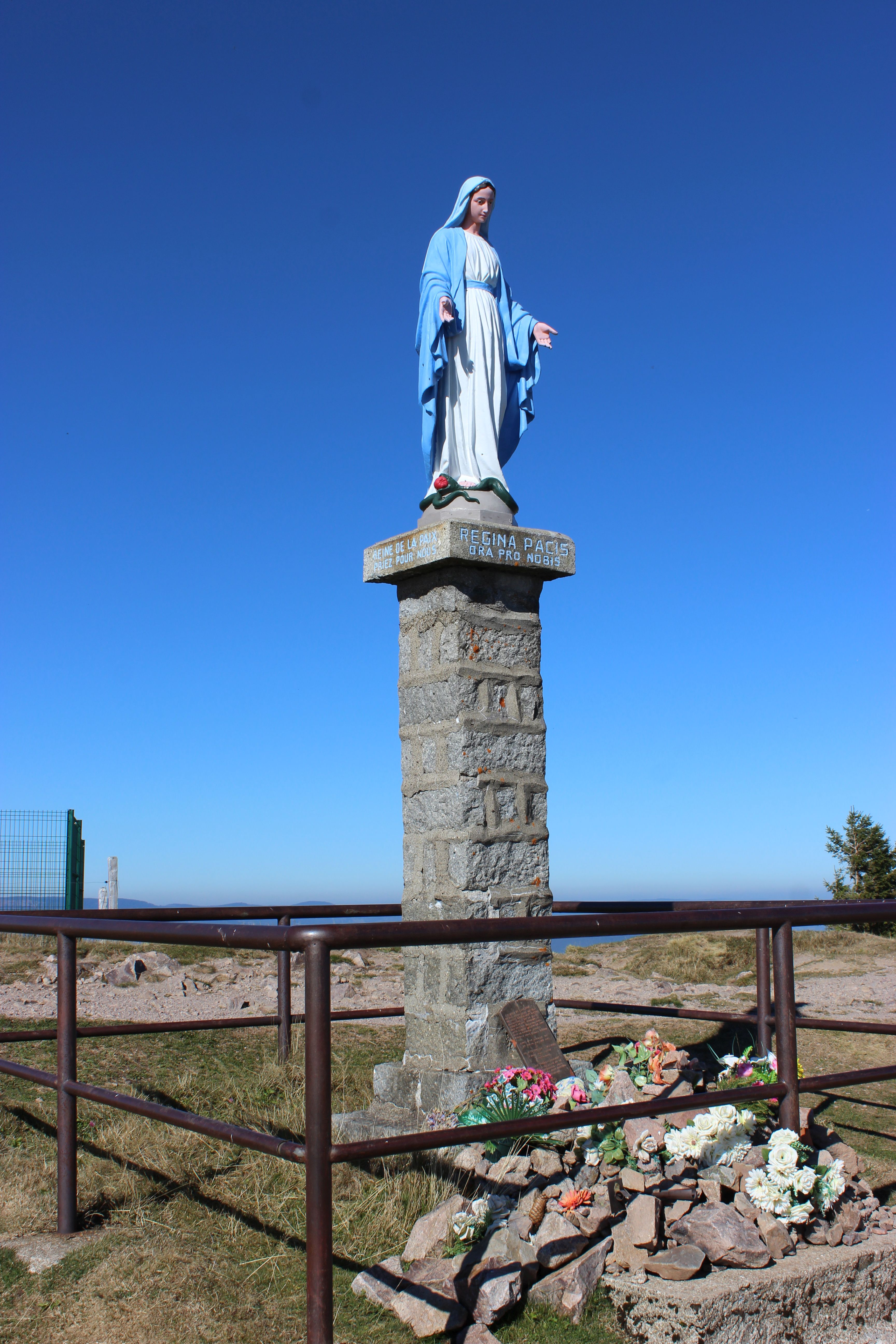
Marienstatue auf dem Gipfel
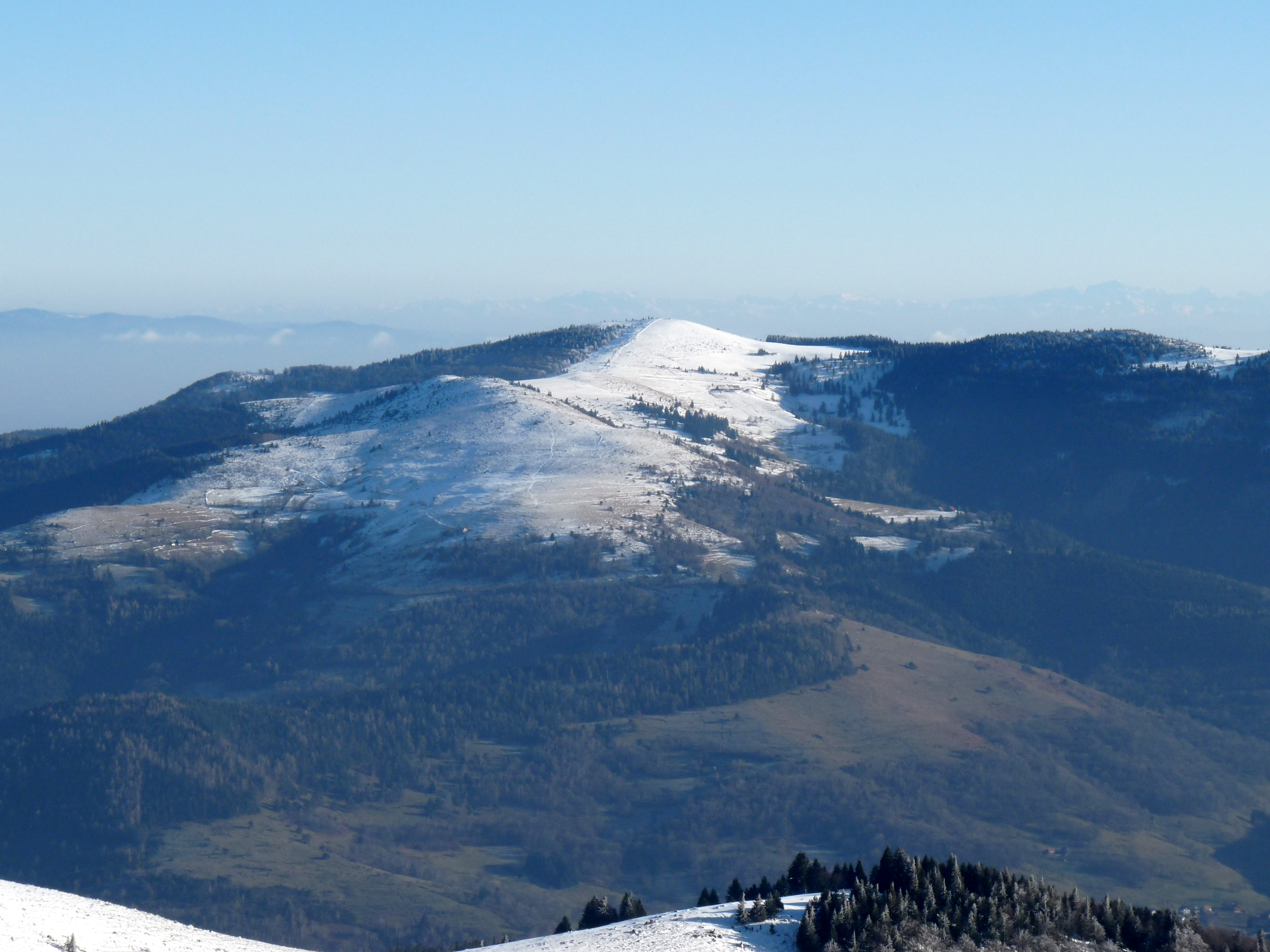
Ansicht aus Nordwesten, vom Hohneck